# Vuurwerkbeleid in Nederland

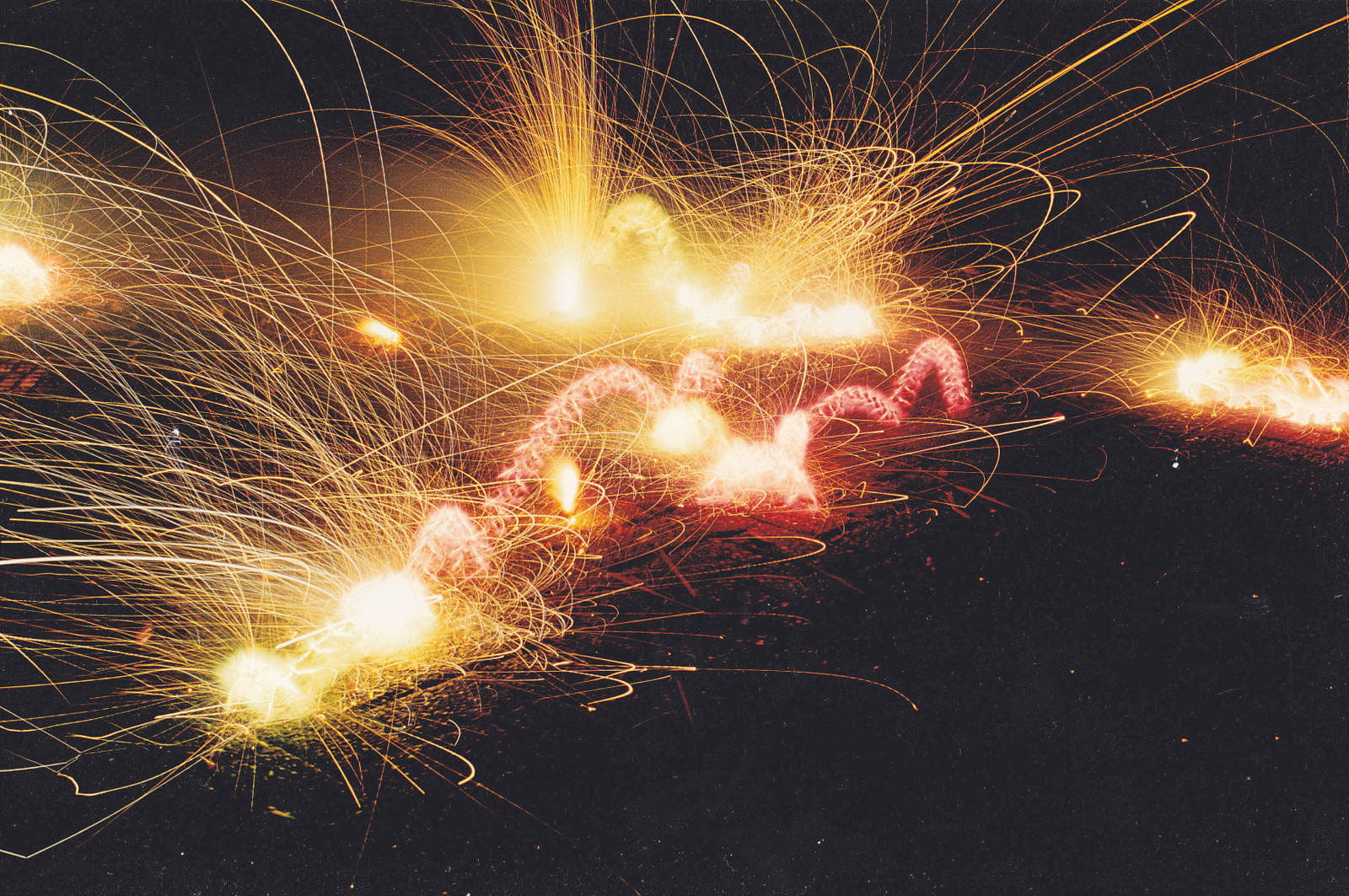
Een paar grondbloemen vuurwerk in Nederland

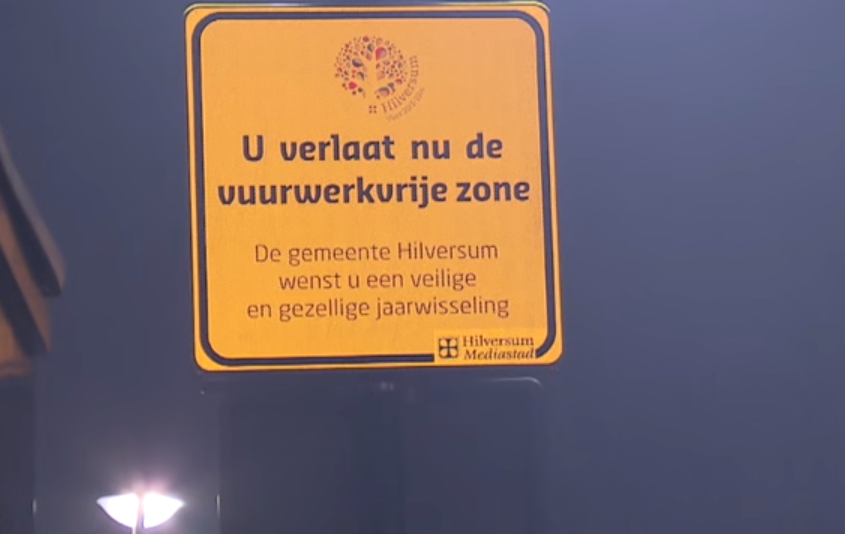
Markering van de vuurwerkvrije zone in Hilversum

Dit artikel behandelt het vuurwerkbeleid in Nederland.

## Geschiedenis

### Vroeg gebruik
Het gebruik van vuurwerk bij feestelijkheden is waarschijnlijk van Indische of Chinese oorsprong. In Nederland werden vanaf de 15e eeuw al heel wat openbare feesten opgeluisterd met professioneel vuurwerk, bijvoorbeeld de feestelijkheden op de Dam in 1648 ter gelegenheid van de Vrede van Münster. In 1678 verscheen het boek Pyrotechnia, of Meer dan hondertderleye konstvermakelijcke vuurwerken, waarin werd uiteengezet "hoe men de selve sal maken, toebereyden en stellen, neffens des selfs correcte vormen, maten en gewichten der stoffen". Dit boek was door Daniel Manlyn vertaald uit het Engels naar het boek Pyrotechnia, or a Discourse of Artificiall Fireworks, geschreven door de Britse artillerist en wiskundige John Babington. Voorin Manlyns boek wordt nog een lijst van vuurwerksoorten genoemd, zoals "Vuurspuuwende Draken", "Wonderlijke Vuur-pijlen" en "Voet-soeckers".
Consumentenvuurwerk kwam in Nederland voor het eerst beschikbaar in de 19e eeuw en werd sporadisch gebruikt op evenementen zoals Hartjesdag (getuige verschillende incidenten in contemporaine kranten), maar niet met oud en nieuw. In 1864 meldde het Bataviaasch Handelsblad dat Chinezen in de kolonie Nederlands-Indië naast Chinees Nieuwjaar (dat elk jaar valt op een andere dag tussen 21 januari en 20 februari) ook "Europeesch Nieuwjaar" vierden met zelf afgestoken vuurwerk. Tien jaar later zouden de Indische Nederlanders dit gebruik inmiddels hebben overgenomen.

### Inburgering in de 20e eeuw
De oorsprong van het gebruik dat burgers in Nederland zelf zonder speciale opleiding vuurwerk mogen kopen en afsteken met oud en nieuw is pas ingeburgerd na de Tweede Wereldoorlog. Er zijn sterke aanwijzingen dat de Indische Nederlanders, waarvan er tussen 1945 en 1962 tienduizenden naar Nederland migreerden als gevolg van de dekolonisatie van Nederlands-Indië en Nederlands-Nieuw-Guinea, de traditie van consumentenvuurwerk tijdens de jaarwisseling in Nederland hebben geïntroduceerd. In de meeste Nederlandse gemeenten was het afsteken van 'Chinees' vuurwerk midden jaren 1950 formeel verboden, maar werd her en der gedoogd tijdens de jaarwisseling, ondanks allerlei relletjes die dit veroorzaakte (vooral in Den Haag, waar veel Indische Nederlanders oud en nieuw met vuurwerk vierden). In 1955 probeerde de Vereniging van Nederlandse Gemeenten dit vergeefs te beëindigen; autoriteiten kozen in plaats daarvan voor de strategie om het fenomeen veiliger te laten verlopen. Consumentenvuurwerk (op kleine schaal) kwam pas in de jaren zestig op gang in Nederland en werd pas medio jaren zeventig op grotere schaal populair; daarvoor was het gebruikelijker dat alleen pyrotechnische experts vuurwerkshows hielden.
Tussen 1983 en 1993 was er een grote stijging van het aantal slachtoffers van vuurwerkletsel dat werd behandeld. Tijdens de jaarwisseling van 1983/1984 werden 450 slachtoffers behandeld. Hierop volgde een daling, waarna tegen het einde van het decennium het aantal slachtoffers begon te stijgen om een piek van 1900 slachtoffers te bereiken tijdens de jaarwisseling van 1992/1993.

### Vuurwerkrampen in Culemborg en Enschede

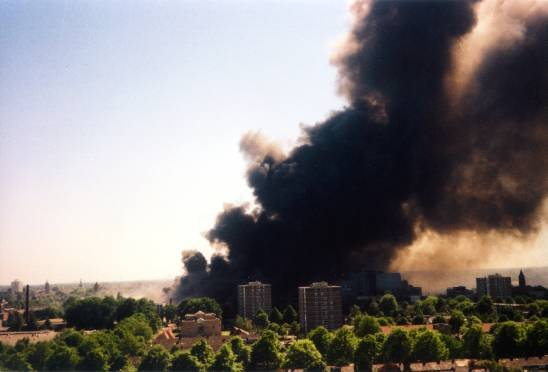
Vuurwerkramp in Enschede (2000)

Op 14 februari 1991 explodeerde de vuurwerkfabriek MS Vuurwerk in Culemborg, met twee doden en veel materiële schade tot gevolg. In april 1991 publiceerde het TNO Prins Maurits Laboratorium een rapport over de ramp, waarbij het concludeerde dat betrekkelijk licht vuurwerk in grote hoeveelheden een onverwacht grote explosie had veroorzaakt omdat het niet meer in de verpakking zat. TNO deed aanbevelingen aan de vier betrokken ministeries om de veiligheid te verbeteren, maar hier is weinig tot niets mee gedaan omdat de ministeries en inspectiediensten 'slecht of geheel niet met elkaar hebben gecommuniceerd', gaf Minister Klaas de Vries van Binnenlandse Zaken in 2001 toe.
In 1993 werd het Vuurwerkbesluit van kracht. Elke partij vuurwerk die in Nederland aankwam, moest sindsdien worden gemeld bij de Keuringsdienst van Waren in Rotterdam. In 1996 pleitte de keuringsdienst ervoor om het Vuurwerkbesluit te verruimen zodat de eisen meer overeen zouden komen met die zoals ze aan vuurwerk in België en Duitsland werden gesteld. Op 13 mei 2000 vond de Vuurwerkramp in Enschede plaats toen vuurwerkfabriek S.E. Fireworks explodeerde, waarbij 23 doden en ca. 950 gewonden vielen en de hele woonwijk Roombeek in de as werd gelegd. Naar aanleiding van de ramp werd in 2002 het Vuurwerkbesluit aangepast (in 2012 opnieuw) om vuurwerk strenger te reguleren, met name de opslag.

### Strengere maatregelen en statistieken 21e eeuw
Sinds de vuurwerkramp van Enschede is de publieke opinie langzamerhand verschoven ten gunste van strengere veiligheidsmaatregelen en meer restricties op de omgang met vuurwerk. Onder druk van met name oogartsen, die tijdens elke jaarwisseling honderden patiënten met oogletsels moesten behandelen, is vanaf 2008 de roep om consumentenvuurwerk aan banden te leggen of geheel te verbieden geleidelijk aan luider geworden, waarbij professionele vuurwerkshows een veelgenoemd alternatief zouden zijn. Tijdens de jaarwisseling 2013/2014 stelden ongeveer 20 gemeenten vuurwerkvrije zones in; dit aantal nam toe tot 78 tijdens 2017/2018 en in juni 2018 maakte de Tweede Kamer het voor het eerst mogelijk om een gehele gemeente vuurwerkvrij te verklaren.
Tijdens de jaarwisseling van 2004/2005 waren er 560 behandelingen van slachtoffers op de spoedeisende hulp (SEH). Dit steeg naar 1000 tijdens de jaarwisseling van 2007/2008. Vervolgens daalde dit aantal naar 385 tijdens de jaarwisseling van 2019/2020. Tijdens de jaarwisselingen in de coronacrisis gold een algeheel vuurwerkverbod om de zorg te ontlasten. Tijdens de jaarwisseling van 2020/2021 waren er 108 slachtoffers te vinden op de SEH, tijdens de jaarwisseling van 2021/2022 waren dit 256 slachtoffers.
Anno 2014 werd er in Nederland het meeste vuurwerk ter wereld per hoofd van de bevolking afgestoken en binnen Europa ook het meeste consumentenvuurwerk op straat.
In 2024 hebben Nederlanders 118 miljoen euro uitgegeven aan vuurwerk. In 2022, het vorige recordjaar, was de omzet 115 miljoen euro.
Volgens het Verbond van Verzekeraars veroorzaakten tussen 2008 en 2017 alle jaarwisselingen in Nederland incidenten die, met name door illegaal vuurwerk, jaarlijks tussen de 12 en 21 miljoen euro schade toebrachten aan huizen en auto's.

## Jaarlijkse evenementen

### Oud en nieuw
Op oudejaarsavond van 31 december tot 1 januari mag in Nederland door burgers zelf vuurwerk afgestoken worden tussen 18.00 en 02.00 uur. Het vuurwerk moet voldoen aan bepaalde wettelijke eisen en mag alleen verkocht worden op de laatste drie dagen van het jaar, niet vallend op een zondag, bij een winkel met een vergunning.
Begin 2020 besloot de overheid, op grond van een advies van de Onderzoeksraad voor Veiligheid uit 2017, dat knalvuurwerk en vuurpijlen niet langer pasten bij een feestelijke en veilige jaarwisseling. Vanwege de belasting van de zorg door corona in 2020 werd in november 2020 besloten een algeheel vuurwerkverbod tijdens de jaarwisseling 2020-21 in te stellen. Het verbod werd in 2021 om dezelfde reden opnieuw tijdelijk ingesteld, ondanks dat verschillende beleidsmakers in de zorg hadden aangegeven dat vuurwerk geen grote druk op de zorg legde. Een meerderheid van deelnemers aan een enquête van het tv-programma EenVandaag gaf eind november 2021 aan achter deze maatregel te staan en ook achter een permanent vuurwerkverbod. Tijdens de Oudejaarsnacht werd meer vuurwerk afgestoken dan het jaar ervoor. De politie had vooraf aangegeven dat er niet op het verbod gehandhaafd zou worden.

### Koningsdag
Op koningsdag worden er elk jaar in verschillende gemeenten vuurwerkshows gegeven door professionals.

### Vuurwerkfestival Scheveningen
Het Vuurwerkfestival Scheveningen, dat door professionals wordt uitgevoerd, wordt jaarlijks door circa 200.000 mensen bezocht. In de zomer van 2016 werd het festival voor de 37e keer georganiseerd. In 2016 waren er ook enkele vuurwerkshows in de winter.

## Regulering en handhaving

### Vuurwerkoverlast

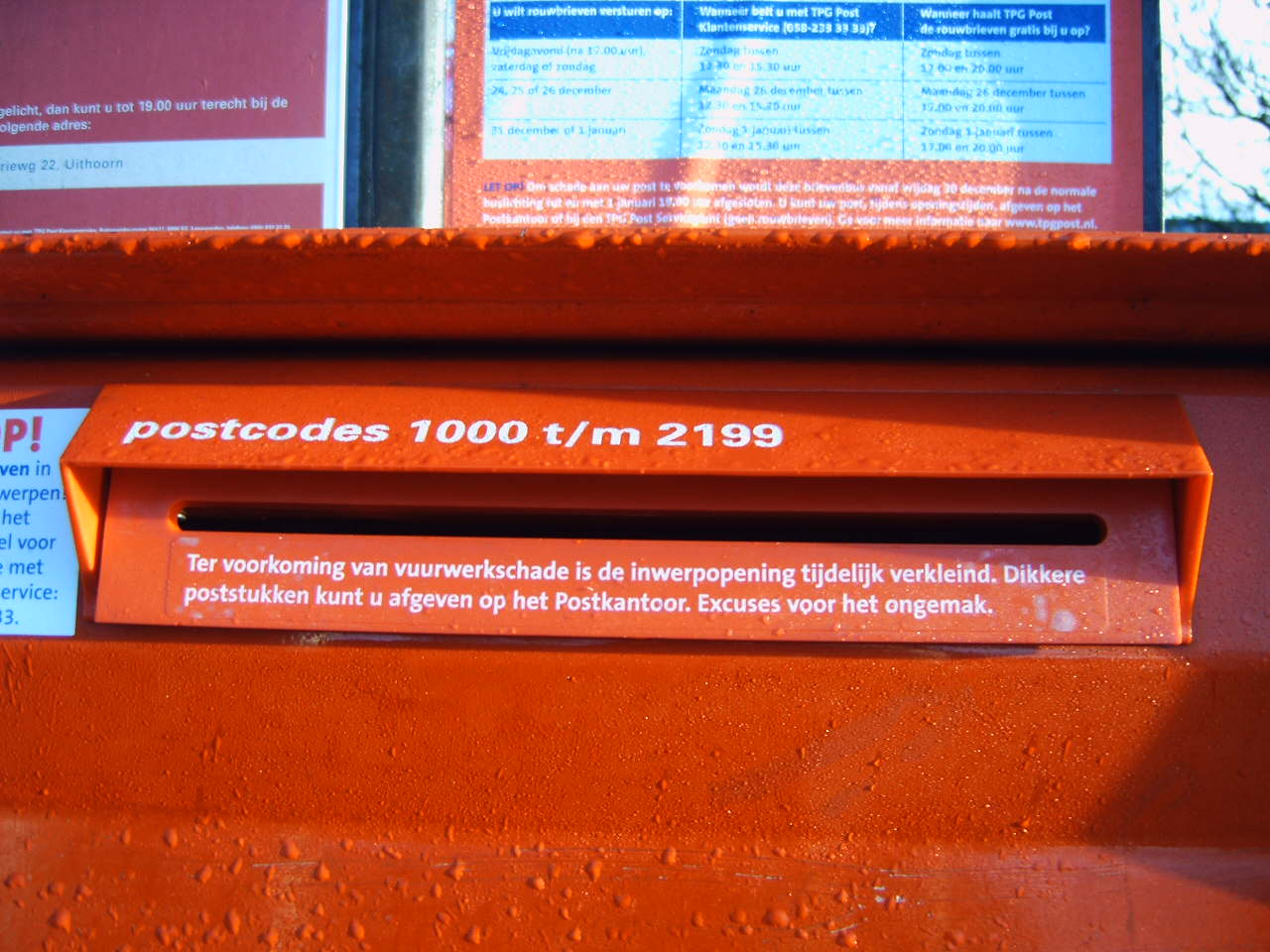
"Hufterproof" gemaakte brievenbus rond de jaarwisseling

Vuurwerk zorgt op verschillende manieren voor overlast bij gebruikers, omstanders en omwonenden, vooral in de weken voorafgaand aan oud en nieuw. Er wordt voorafgaand aan oud en nieuw in Nederland extra politiekracht ingezet om overlast van illegaal vuurwerk zo veel mogelijk tegen te gaan. Wat wel en niet werkt en hoe het beter kan zonder 'het feest te bederven', is voortdurend onderwerp van discussie. Vuurwerkoverlast bestaat voornamelijk uit:
- Geluidsoverlast vanwege de onverwachte harde knallen (ook voor dieren[22])
- Stankoverlast en milieuverontreiniging door de rook die erbij vrijkomt en achtergelaten vuurwerkresten (in 2008 veroorzaakte smog door vuurwerkrook tientallen verkeersongevallen, waarbij twee doden vielen[23])
- Vuurwerkletsel en de angst om door vuurwerk (al dan niet bedoeld[24]) geraakt te worden (tijdens oud en nieuw 2016/17 waren 61% van de slachtoffers omstanders, 39% waren de afstekers zelf[25], in de jaren 2018-2022 lag dit rond de 40%[26])
- Materiële vernieling en vandalisme in verband met (illegaal) vuurwerk[27]
- Verstoring van de openbare orde, onder meer door geweld tegen hulpverleners (politiemensen, brandweerlieden en ambulancepersoneel) middels vuurwerk[28][29]

### Vuurwerkbedrijven

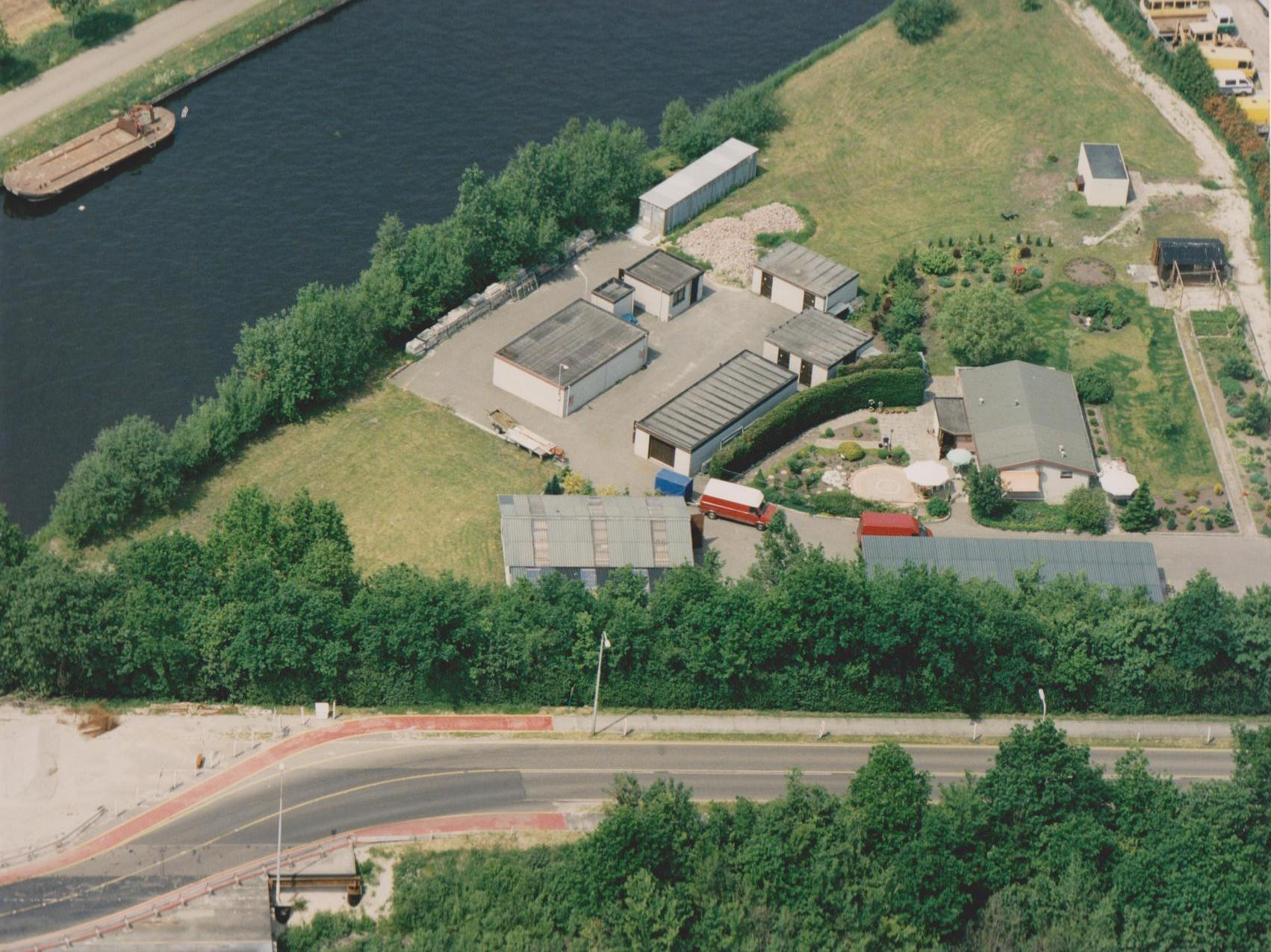
Kunstvuurwerkfabriek van der Nat in Steenwijk (1997)

Anno 2000 waren er in Nederland 26 vuurwerkbedrijven actief met vestigingen in Leeuwarden, Appingedam, Lichtenvoorde, Tilburg, Den Haag, Enschede, Leiden, Lijnden, Dronten, Lelystad en Landgraaf. 14 hiervan importeerden vuurwerk uit vooral China voor verkoop op de Nederlandse markt, de 12 andere bedrijven verzorgden professionele vuurwerkshows. In sommige fabrieken zoals het Enschedese S.E. Fireworks (dat sinds 1985 niet meer zelf vuurwerk produceerde) werd Chinees vuurwerk in Nederland verder geassembleerd alvorens te worden verkocht. Sinds de ontploffing van de Culemborgse vuurwerkfabriek in 1991 opereerden vrijwel alle vuurwerkbedrijven buiten bewoonde gebieden; S.E. Fireworks was het laatste bedrijf dat nog middenin een woonwijk stond voorafgaand aan een geplande verhuizing in 2002.

### Veiligheidstests
In Nederland is de Nederlandse Organisatie voor toegepast-natuurwetenschappelijk onderzoek (TNO) verantwoordelijk voor het testen van vuurwerk op veiligheid. Sinds 2010 is een technische keuring van vuurwerk in de hele EU verplicht, maar mag ook elders in de EU worden getest voordat het naar Nederland wordt geïmporteerd. Uit stukken van het Ministerie van Infrastructuur en Milieu uit 2010 bleek dat verschillende Nederlandse vuurwerkimporteurs nog niet voldeden aan de nieuwe testregelgeving, maar hiervoor niet gestraft werden omdat verschillende vuurwerkbedrijven beweerden meer tijd nodig te hebben om eraan te voldoen. Frits Pen van Dream Fireworks, die zelf voor 'tonnen' zijn vuurwerk liet testen in Hongarije, spande een rechtszaak aan tegen het Ministerie voor het niet-bestraffen van concurrenten die kosteloos ongetest vuurwerk konden importeren en doorverkopen. In 2014 verklaarde het Ministerie dat inmiddels 80% van het vuurwerk een CE-markering heeft en wordt gecontroleerd.
Uit onderzoek van de Onderzoeksraad voor Veiligheid uit 2017 bleek dat 25% van al het geteste vuurwerk wordt afgekeurd.
Op 22 november 2018 meldde de Inspectie Leefomgeving en Transport (ILT) dat alle vijf modellen van lanceerstandaarden voor vuurpijlen (sinds juni 2018 verplicht) die de vuurwerkbranche had ingekocht de veiligheidstests niet hadden doorstaan. Ze vielen om door wind of onverharde grond of het materiaal raakte snel ernstig beschadigd tijdens installatie of gebruik. Uiteindelijk zijn er in december op aanvraag van de vuurwerkbranche 20 modellen lanceerstandaarden goedgekeurd en nog net op tijd door het land verspreid om te worden verkocht.

### Veiligheidsartikelen
- Lanceerstandaarden voor vuurpijlen, ook wel pijlenstandaarden of schietbuizen genoemd, helpen om vuurpijlen recht de lucht in te schieten en niet in onverwachte richtingen, bijvoorbeeld als de vuurpijl na te zijn aangestoken omvalt. Lanceerstandaarden zijn in Nederland verplicht sinds juni 2018.[32]
- Aansteeklonten of veiligheidslonten zijn gemaakt van een bepaald langzaam brandend materiaal (textiel) dat gloeit en niet vlamt, en de gebruiker de tijd geeft om rustig het vuurwerk aan te steken. Deze zijn veiliger in gebruik dan aanstekers, lucifers, sigaretten enzovoort. Een typische aansteeklont is wit gekleurd, oprolbaar en brandt ongeveer een kwartier. Joop Klaver ontwikkelde een veiligheidslont die stug is en ongeveer een uur brandt.[34]
- Vuurwerkbrillen, ook wel veiligheidsbrillen genoemd, worden gemaakt van polycarbonaat en kunnen voorkomen dat vuurwerk, met name vuurpijlen, in ogen terecht komen en deze (permanente) schade doen. Gewone brillen hebben glas dat makkelijk kan breken en sluiten vaak de ogen niet goed af. Zowel afstekers als omstanders wordt aangeraden een vuurwerkbril te dragen.[35]

### Verstrenging Vuurwerkbesluit
Het Vuurwerkbesluit werd oorspronkelijk ingevoerd in 1993. Op 22 januari 2002 heeft de Nederlandse overheid nieuwe regels met betrekking tot consumenten- en professioneel vuurwerk opgesteld naar aanleiding van de Vuurwerkramp in Enschede. Sindsdien is het Vuurwerkbesluit nog enkele keren aangepast, onder meer om de afsteektijden met oud en nieuw te verkorten.

### Europese harmonisatie
Na een raadpleging in 2003, diende de Europese Commissie op 11 oktober 2005 een voorstel in voor een Europese richtlijn om vuurwerkverkoop en veiligheid in de Europese Unie te harmoniseren. Het voorstel deelde vuurwerk op Europees niveau in in vier categorieën. Hierbij is categorie 4 uitsluitend voor professioneel gebruik en hebben de lidstaten de mogelijkheid om de verkoop aan het publiek van vuurwerk van de categorieën 2 en 3 te beperken. Hierbij gelden minimumvoorschriften voor de leeftijdsgrenzen die lidstaten kunnen verhogen.
Het leidde in 2007 tot de 'Pyrorichtlijn 2007', die uiterlijk op 4 januari 2010 diende te worden omgezet in nationale wetgeving, vanaf 4 juli 2010 diende te worden toegepast op vuurwerk uit categorie 1, 2 en 3 en uiterlijk op 4 juli 2013 toegepast op alle andere pyrotechnische artikelen. In Nederland is deze verwerkt in het Vuurwerkbesluit. Op 12 juni 2013 werd er een nieuwe 'Pyrorichtlijn' aangenomen, die de lidstaten dienden om te zetten in nationale wetgeving tegen 4 juli 2017. Deze is in Nederland is geïmplementeerd in een wijziging in het Vuurwerkbesluit.
Vuurwerk is in Europa geclassificeerd in vier categorieën:
- Categorie F1: vuurwerk dat zeer weinig gevaar oplevert en bestemd is voor gebruik in een besloten ruimte, inclusief vuurwerk dat bestemd is voor gebruik binnenshuis;
- Categorie F2: vuurwerk dat weinig gevaar oplevert en bestemd is voor gebruik buitenshuis in een besloten ruimte;
- Categorie F3: vuurwerk dat middelmatig gevaar oplevert en bestemd is voor gebruik buitenshuis in een grote open ruimte;
- Categorie F4: vuurwerk dat veel gevaar oplevert en uitsluitend bestemd is voor gebruik door personen met specialistische kennis, veelal "vuurwerk voor professioneel gebruik" genoemd.

In Europa gelden de minimumleeftijdsnormen. Nederland heeft deze ook overgenomen:
- Categorie F1: 12 jaar
- Categorie F2: 16 jaar
- Categorie F3: 18 jaar

Zogenaamd consumentenvuurwerk of particulier vuurwerk bestaat in Nederland uit categorie F1 (het hele jaar door te koop en af te steken door iedere burger zonder speciale vergunning vanaf 12 jaar) en met oud en nieuw is vuurwerk uit categorie F2 ook toegestaan (de drie dagen voor nieuwjaar te koop en van 18:00 op 31 december tot 02:00 op 1 januari af te steken). Alle andere evenementen in Nederland zijn voorbehouden aan professionals. In België, Duitsland en Denemarken is de verkoop van al het vuurwerk in de categorie F3 aan particulieren verboden. In Nederland waren enkele vuurwerkartikelen in die categorie wel voor particulieren te koop, maar in januari 2020 is deze categorie ook in Nederland verboden.
Het Nederlands College van procureurs-generaal dringt sinds 2011 aan op strengere Europese vuurwerkregels om te voorkomen dat categorie F4-vuurwerk in andere EU-landen kan worden gekocht en Nederland binnengesmokkeld. Door "weeffouten in de Pyrorichtlijn" is er gevaar voor lokale veiligheid en terrorisme. Omdat op Europees niveau er geen behoefte lijkt te zijn de regels voor deze categorie aan te scherpen bepleit Nederland een volledig verbod op categorie F4.
Het Wetsvoorstel Veilige Jaarwisseling, in april 2025 aangenomen door de Tweede Kamer en op 1 juli 2025 goedgekeurd door de Eerste Kamer, zal betekenen dat het afsteken van vuurwerk Categorie F2 vanaf 2026 niet meer voor consumenten is toegestaan en voortaan ook voorbehouden is aan professionals.

### Illegaal vuurwerk
Daarnaast is er in Europa ook illegaal vuurwerk in omloop dat niemand mag afsteken. Anno 2014 kwam er jaarlijks circa 1 miljoen kilo illegaal vuurwerk Nederland binnen.
Volgens onderzoek van VeiligheidNL werden vroeger de meeste vuurwerkletsels veroorzaakt door illegaal vuurwerk (in 2012/13 nog bijna twee derde), maar vanaf de jaarwisseling 2013/14 werd meer dan de helft veroorzaakt door legaal vuurwerk. Illegaal vuurwerk zorgde wel voor ernstiger letsel en vier keer zo vaak voor een ziekenhuisopname. In 2014/15 daalde het percentage letsels door illegaal vuurwerk tot bijna 40%. Bij oud en nieuw 2015/16 en 2016/17 werd circa 25% van de letsels veroorzaakt door illegaal vuurwerk. In 2018/19 was dit 27%, in 2020/21 43% en in 2021/22 34%.

## Discussie over consumentenverbod
Een gevolg van de negatieve neveneffecten van vuurwerk is dat er de laatste jaren steeds frequenter wordt gesproken over het afschaffen van de uitzondering voor consumenten van vuurwerk tijdens oud en nieuw in de categorie 2 en 3. Volgens sommigen is de vuurwerkoverlast zodanig dat er een verbod voor consumenten of zelfs voor iedereen zou moeten komen, anderen vinden de overlast verwaarloosbaar en willen het fenomeen graag in stand houden zoals het is, zolang het maar verantwoord gebeurt. Tot dusver lijkt daar landelijk niet voldoende politieke steun voor te zijn, maar plaatselijk zijn er in een aantal gemeenten al wel vuurwerkvrije zones ingesteld. Uit onderzoek van drie opiniepeilers tussen 2014 en 2016 blijkt dat tussen de 14% (volgens EenVandaag) en de 50% (volgens TNS NIPO) van de Nederlanders een algeheel vuurwerkverbod wil. Veel meer mensen (EenVandaag: 60%; TNS NIPO: meer dan 50%; I&O Research: 48%) zijn gewonnen voor alleen een verbod op consumentenvuurwerk, op voorwaarde dat de gemeenten een (grote) professionele vuurwerkshow voor iedereen organiseren.
De discussie over een eventueel consumentenvuurwerkverbod vertoont gelijkenissen met het Zwartepietendebat en discussies over de Nederlandse monarchie. In alle drie gevallen gaat het om fenomenen die verdedigers als typisch Nederlandse tradities die geheel of grotendeels hetzelfde dienen te blijven, terwijl critici menen dat deze niet meer van deze tijd zijn en aanpassing of afschaffing wenselijk of noodzakelijk is omdat een ander deel van de bevolking er last van ondervindt. Een belangrijk verschil is wel dat vuurwerk duidelijk slachtoffers en schade oplevert en dat men na maandenlange discussies over Zwarte Piet meestal geen zin meer heeft om ook nog ten allen prijze consumentenvuurwerk te verdedigen; daarom zijn verdedigers vaak minder fel, en meer bereid tot concessies.

### Landelijk
De discussie over een verbod op consumentenvuurwerk is, voor zover bekend, ontstaan in het interbellum, blijkens enkele krantenartikelen. Zo stond er in 1927 een betoog voor een vuurwerkverbod in het Bataviaasch Nieuwsblad, meldde het Nieuwsblad van het Noorden in 1934 dat de burgemeester van Meppel eerst particulier vuurwerk beperkte tot twee afsteekplaatsen alvorens hij uiteindelijk een algeheel verbod voor de gemeente invoerde en pleitte de Vereniging van Nederlandse Gemeenten in 1955 voor een landelijk vuurwerkverbod.
Anno 2001 was de Staatkundig Gereformeerde Partij (SGP) als enige politieke partij voorstander van een consumentenverbod, omdat 'voor een luxe-artikel als vuurwerk geen enkel risico gerechtvaardigd is'. De overige partijen richtten zich op het aanscherpen van het Vuurwerkbesluit, met name voor veiliger opslag van vuurwerk, naar aanleiding van de vuurwerkramp in Enschede op 13 mei 2000.

#### Stichting Comité Staakt het Vuren (SHV)

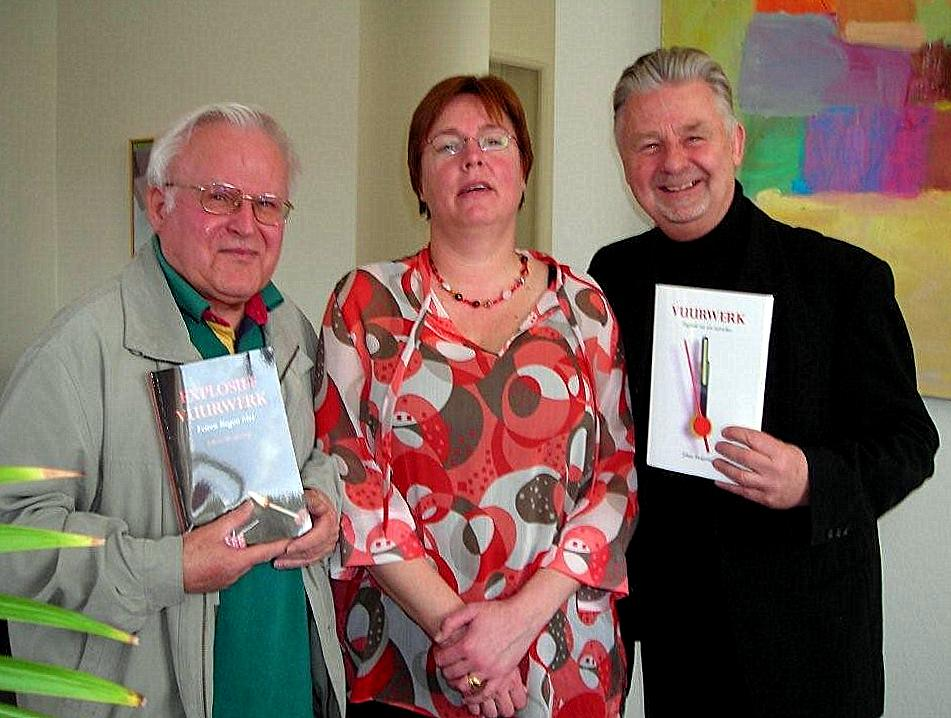
Overhandiging twee boeken over de gevaren en consequenties van vuurwerk. Van links naar rechts: voorzitter van de Stichting 'Comité Staakt Het Vuren' Paul Steverink, SP-wethouder Jannie Visscher en schrijver drs. Johan L. Meijering met boeken over de gevaren en consequenties van vuurwerk. Groningen, november 2008

In december 2008 werd voor een verbod op consumentenvuurwerk gepleit door de Stichting Comité Staakt Het Vuren (SHV), op 6 augustus 2008 opgericht door drs. Johan L. Meijering uit Groningen, Paul Steverink en mr. drs. Johan van Wijk (1944-2014). 
Volgens de oprichtingsakte op 6 augustus 2008 heeft de Stichting Comité SHV ten doel:
- het leveren van een bijdrage aan de bewustwording van de gevolgen van het afsteken van vuurwerk in Nederland;
- het bevorderen en onderzoeken van de ontwikkeling van uitsluitend professioneel vuurwerk;
- het onderzoeken van schadelijke gevolgen en impact van afgestoken vuurwerk voor mens, dier en milieu;

Met haar activiteiten beoogde de Stichting een bijdrage te leveren aan het vervangen van het afsteken van consumentenvuur werk door milieuvriendelijk, veilig, professioneel vuurwerk, afgestoken door professionals, alsmede het organiseren van lasershows. In 2009 heeft de Stichting beroepsgroepen gevraagd om de Nederlandse oogartsen (NOG) te ondersteunen, te weten: de Nederlandse Vereniging van Spoedeisende Hulp Verpleegkundigen en Verzorgenden (NVSEHV) en de Nederlandse Vereniging van Spoedeisende Hulp Artsen (NVSEHA).
De SHV kreeg bijval van het Nederlands Oogheelkundig Genootschap (NOG), waarmee voor het eerst een volledige beroepsgroep zich uitsprak. De SHV organiseerde op 8 december 2008 in het Internationale perscentrum in Den Haag de presentatie van drie vuurwerkboeken onder het motto: ‘Waarom verknallen we onze jaarwisseling?’ en presenteerde een "Zevenklapper Vuurwerk": 
- kost de belastingbetaler in 1 nacht circa 1 miljard euro;
- leidt jaarlijks tot enkele doden en honderden gewonden;
- belast het milieu en de atmosfeer met grote hoeveelheden fijn stof en andere giftige stoffen;
- stelt politie en brandweer voor grote organisatorische problemen qua personeel en aanpak;
- is ook in de legale variant levensgevaarlijk (75% van de ongelukken gebeurt met legaal vuurwerk);
- is in strijd met de Nederlandse Grondwet en Europese grondrechten;
- staat wereldwijd ter discussie (zie onder meer stop-fireworks.org en preventblindness.org).

Meijering overhandigde daar zijn vuurwerkboeken aan Tjeerd de Faber, in zijn rol als toenmalig voorzitter van het Nederlands Oogheelkundig Gezelschap. In 2009 bericht hij de SHV: ‘Bedankt voor jullie inzet. Met dit initiatief zijn onze ogen geopend’. Al sinds 2009 maakt hij zich hard voor een verbod op de verkoop van vuurwerk. ‘We moeten in plaats van het particuliere vuurwerk gewoon een mooie vuurwerkshow regelen zoals op de Erasmusbrug. Dat gebeurt in heel veel landen al zo.’
De eerste exemplaren van zijn boeken had Meijering in november 2008 overhandigd aan SP-wethouder Jannie Visscher op het gemeentehuis van Groningen.
Aansluitend organiseerde de SHV op 10 december 2008 in het cultuurcentrum Oosterpoort in Groningen het eerste Vuurwerksymposium in Nederland onder de titel ‘Staakt Het Vuren! Waarom één miljard verknallen!’.
Tijdens dit symposium werden onder meer vijf voordrachten gehouden, twee door personen uit de vuurwerkbranche:
de heer Gerrit Wagenvoort van de vuurwerkbranche, mevrouw Evelien Arler-Marijn namens de vuurwerkwinkeliers. Clemens Mensink van het Vlaams Instituut Technologisch Onderzoek (VITO), Benn Bergmann - econoom, Bert van der Pol - oogarts, een verpleegkundige van de Spoedeisende Hulp en auteur vuurwerkboeken drs. Johan L. Meijering waren de overige sprekers. 
Dit symposium was gratis toegankelijk en duurde van 14.00 tot 17.00 uur. Dat was mogelijk door een subsidie van 3500 euro van de gemeente Groningen. Het gemeentebestuur besloot tot de bijdrage omdat het de gedachte van de organiserende stichting sympathiek vond en het thema goed paste in het duurzaamheidsbeleid. Bovendien raakt het thema aan de luchtkwaliteit, de gezondheid en veiligheid van de burgers, aldus de gemeente.
Blijkens opiniepeilingen steunde een kleine meerderheid van de Nederlanders het voorstel.

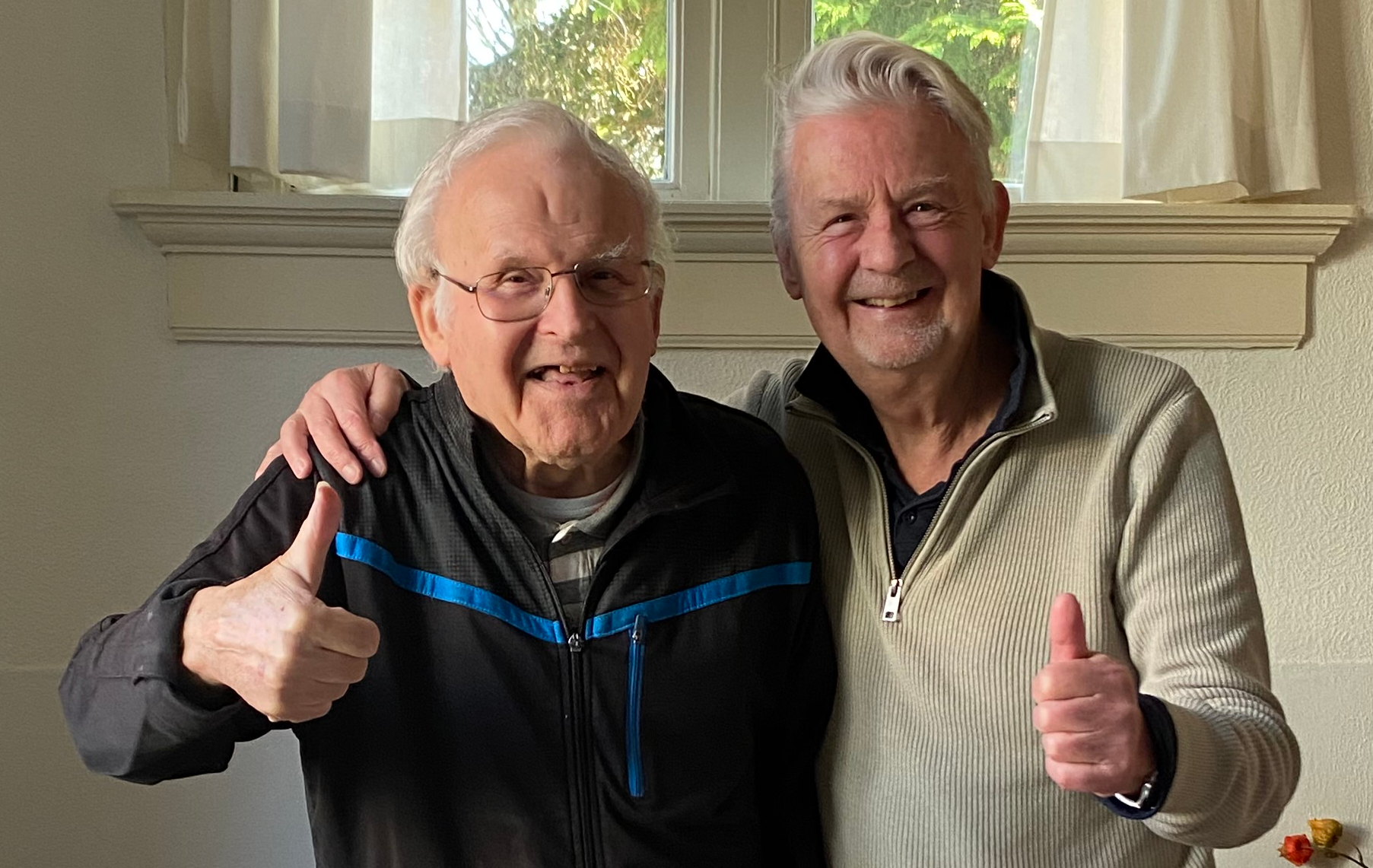
Paul Steverink (l.) en drs. Johan L. Meijering (r.), Groningen, 3 april 2025

De stichting ‘Comité Staakt Het Vuren’ kreeg met haar acties veel media-aandacht in binnen- en buitenland met talrijke radio-uitzendingen en televisie-uitzendingen. Rechtstreekse radio-uitzendingen waren er onder meer op 8 december 2008 op de Wereldomroep en op 12 december 2009 op SBS, radio Melbourne (Dutch Program).
Het bestuur van de SHV wilde in 2009 een proces tegen de Nederlandse Staat beginnen om vuurwerk verboden te krijgen. Het bestuur was van mening dat het afsteken van vuurwerk in strijd is met de Grondwet, omdat de veiligheid van de burger door het afsteken van vuurwerk niet werd gewaarborgd. Wegens een gebrek aan financiële middelen is het niet tot een juridische procedure gekomen.
Geleidelijk aan ontstond er een landelijk debat en werd een kentering zichtbaar. Zo inspireerde de stichting onder andere het Nederlandse Oogheelkundig Genootschap (NOG) en het Burgerinitiatief Meer Plezier met Minder Vuurwerk. 
Voorzitter Paul Steverink van de SHV hield een krachtig pleidooi tijdens een hoorzitting/rondetafelgesprek met de Tweede Kamercommissie op 18 april 2012. 
Na een vijftal jaren actief werken aan processen van bewustwording, werd het doel bereikt: het stimuleren van een maatschappelijk debat. Op 31 december 2013 werd om die reden de stichting opgeheven.
De SHV voerde campagne voor afschaffing van particulier vuurwerk – met gemeentelijke professionele vuurwerkshows als alternatief, waarna het NOG onder leiding van voorzitter Tjeerd de Faber het overnam en enkele maanden later het Vuurwerkmanifest lanceerde.

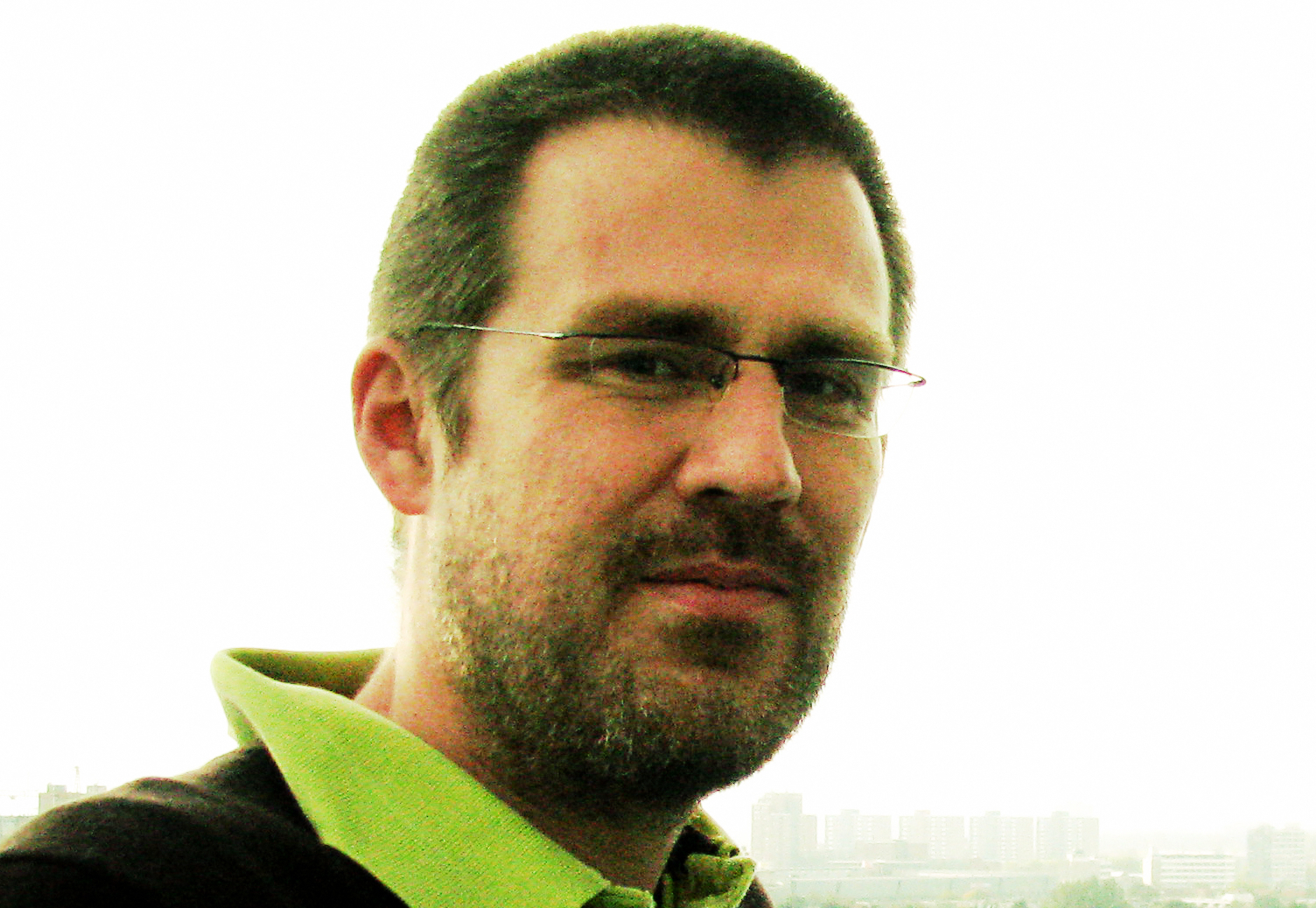
David Rietveld in 2010

#### Burgerinitiatief GroenLinks en Meldpunt Vuurwerkoverlast
In 2009 hebben twee lokale politici van GroenLinks, David Rietveld (Den Haag) en Arno Bonte (Rotterdam), middels het Burgerinitiatief Meer Plezier met Minder Vuurwerk voor een landelijk vuurwerkverbod voor particulieren gepleit. Ondanks ruim 63.000 ondertekenaars werd het burgerinitiatief niet-ontvankelijk verklaard, omdat er in de voorgaande twee jaar over deze kwestie al eens een Kamerbesluit was genomen. Staatssecretaris Joop Atsma (CDA) voelde in 2011 niets voor een verbod en noemde vuurwerk een 'typisch Nederlandse traditie'. Rietveld repliceerde door te zeggen dat consumentenvuurwerk pas gangbaar is sinds de jaren 1970, dus dan wel 'een van de kortste [tradities] van Nederland'. In januari 2012 bleek uit een opiniepeiling onder 2000 respondenten dat twee derde voorstander was van een particulier vuurwerkverbod, hetgeen ter sprake kwam in de Tweede Kamer. De Partij voor de Dieren en de SGP waren voor een verbod, de PVV neutraal, alle andere partijen tegen. De landelijke GroenLinks-fractie steunde Rietveld en Bonte wel in plaatselijke restricties. Lokale afdelingen van GroenLinks hebben sinds 2012 rond de jaarwisseling jaarlijks een online meldpunt waar vuurwerkoverlast gemeld kan worden. In juli 2012 meldde staatssecretaris Atsma na onderzoek dat er onvoldoende maatschappelijk draagvlak was voor een verbod op consumentenvuurwerk. Kort daarvoor was GroenLinks landelijk overstag gegaan en had een nationaal consumentenverbod in haar verkiezingsprogramma opgenomen.
In november 2018 meldde Arno Bonte dat het landelijke Meldpunt Vuurwerkoverlast was opgeheven, omdat het beoogde doel was bereikt toen de Tweede Kamer in juli 2018 bepaalde dat gemeenten vuurwerk aan banden mogen leggen en zelfs vuurwerkvrije zones die zo groot zijn als het grondgebied van de gehele gemeente. Jaarlijks kwamen er tienduizenden klachten van vuurwerkoverlast binnen bij het meldpunt, in 2017/18 ruim 50.000. Bonte zei dat burgers voortaan met klachten terecht konden bij de lokale politie. Rob Snijders, oprichter van de Vuurwerkfederatie, lanceerde daarop als ludieke actie een meldpunt voor mensen die geen vuurwerkoverlast ervaren. Desondanks volgden er nieuwe lokale initiatieven om vuurwerkoverlast te melden in onder meer Oss (waar het lokale meldpunt van GroenLinks werd voortgezet), Huizen (Waar het lokale meldpunt van CDA raadslid Ruben Woudsma werd voortgezet: "Wij hebben een andere doelstelling. Wij willen minder overlast, meer veiligheid en meer plezier. Wij hebben nooit een vuurwerkverbod voor ogen gehad."), Gorinchem ("Zeker nu het landelijk Meldpunt Vuurwerkoverlast heeft besloten te stoppen, is de tijd rijp voor ons eigen meldpunt", zei Marjo Molengraaf, fractievoorzitter ChristenUnie/SGP, die samen met de lokale GL-afdeling het initiatief nam) en Soest (op initiatief van Democraten Soest Natuurlijk, die de informatie wilden gebruiken om volgend jaar vuurwerkvrije zones aan te wijzen).

#### Vuurwerkmanifest

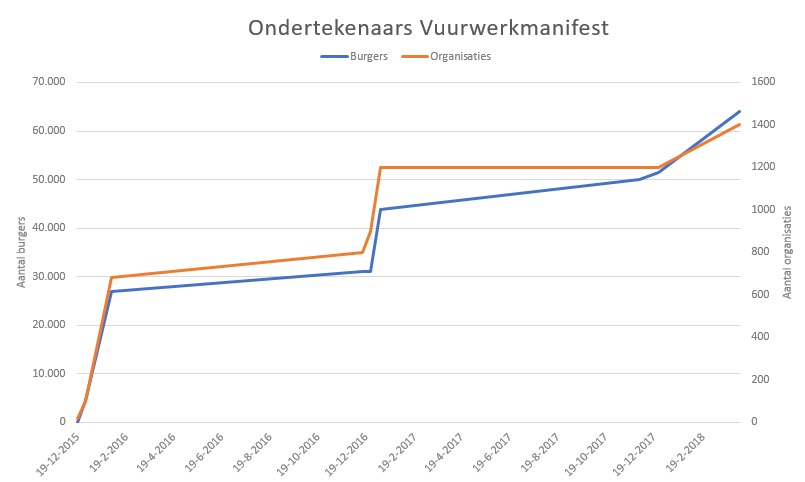
Steeds meer organisaties en burgers tegen consumentenvuurwerk tekenden het Vuurwerkmanifest

In april 2014 lanceerden 8 organisaties (vooral voor oogheelkunde) op initiatief van oogartsen Tjeerd de Faber en Jan Keunen het Vuurwerkmanifest dat pleitte voor alleen professioneel vuurwerk en een verbod op consumentenvuurwerk per 2020. Op 19 december 2015 waren er 18 organisaties bij het Vuurwerkmanifest aangesloten, waarop het online werd gezet en binnen anderhalve week de steun kreeg van meer dan 100 organisaties, waaronder de Partij voor de Dieren en 50PLUS (GroenLinks en de SGP hebben zich later ook aangesloten) en 4500 particulieren. Eind januari 2016 was dit aantal gegroeid naar 680 organisaties respectievelijk 27.000 particulieren en op 14 december 2016 tot meer dan 800 organisaties en 31.000 particulieren. Na oud en nieuw groeide dit in de eerste week van 2017 tot 1200 organisaties en 43.800 particulieren. Op 1 december 2017 was de stand ruim 1000 organisaties en meer dan 50.000 burgers. Op 7 april 2018 meldden De Faber en Keunen dat meer dan 64.000 burgers en 1400 landelijke organisaties het manifest inmiddels ondertekend hadden.

#### Beweging tegen verbod
Ook zijn er in Nederland tegenstanders van een vuurwerkverbod. Sommigen werken vanuit de naam Vuurwerk Moet Blijven. Zij zijn van mening dat door een vuurwerkverbod de overlast alleen maar groter zal worden. Wel zijn zij in voor een hardere aanpak van illegaal vuurwerk, omdat daarmee de meeste problemen zouden zijn. Daarnaast vinden zij ook dat in publieksomgevingen er geen vuurwerk mag worden afgestoken. Deze groep werkt met andere liefhebbers van het vuurwerkbehoud samen en is onder andere op Radio 1 en via diverse media in het nieuws geweest. Een andere groep is Behoud Consumentenvuurwerk Nederland (BCN), die op 1 december 2015 erin slaagde om consumentenvuurwerk tot cultureel erfgoed te laten verklaren door het Kenniscentrum Immaterieel Erfgoed Nederland. De PvdA en de VVD waren in december 2016 ook tegen een vuurwerkverbod, terwijl de JOVD juist voorstander was.

#### Rapport Onderzoeksraad voor Veiligheid
Op 1 december 2017 publiceerde de Onderzoeksraad voor Veiligheid (OVV) een rapport van een in opdracht van de vier grote steden verricht onderzoek, waarin werd vastgesteld dat er nog te veel gevaarlijk vuurwerk wordt gebruikt tijdens de jaarwisseling. Het is volgens de OVV onaanvaardbaar dat elk jaar de verstoringen van de openbare orde 'talrijk en hardnekkig' zijn, er honderden slachtoffers die 'voor het leven getekend zijn' vallen, waaronder ongeveer honderd mensen met blijvend oogletsel en gemiddeld een dode per jaar sinds 2000. Bepaalde gevaarlijke typen vuurwerk moeten worden verboden, zoals vuurpijlen en knallers, maar siervuurwerk zoals fonteinen zijn veilig genoeg, aldus de OVV, die ook adviseerde dat meer gemeenten professionele vuurwerkshows zouden organiseren als alternatief. Belangenvereniging Pyrotechniek Nederland, een organisatie van vuurwerkverkopers, gaf aan met een verbod op vuurpijlen en knalvuurwerk (naar schatting 15% van de verkoop) te kunnen leven en een verschuiving naar het veiliger siervuurwerk te verwachten. Oogartsenorganisaties vonden het OVV-advies nog niet ver genoeg gaan, bewerende dat siervuurwerk ook te schadelijk is voor de volksgezondheid, en pleitten voor exclusief professionele vuurwerkshows.

#### Maatregelen kabinet-Rutte III
Eind maart 2018 werd bekend dat het kabinet-Rutte III het OVV-rapport druk aan het bestuderen was en maatregelen overwoog. Alleen regeringspartij ChristenUnie was enthousiast voor een verbod op werpbaar knalvuurwerk zoals rotjes, de andere partijen waren niet overtuigd. Een officieel plan werd eind mei 2018 verwacht. Uiteindelijk maakte het kabinet op 8 juni bekend dat er, tegen de zin van de CU, geen verbod op vuurpijlen en rotjes kwam en dat het daarmee het OVV-advies negeerde (wat zeldzaam gebeurt). VVD en CDA waren tevreden, D66 pleitte voor een gemeenteverbod als alternatief, de grote vier steden en Hilversum reageerden teleurgesteld, de Nederlandse Politiebond-woordvoerder was zelfs woedend. Het Ministerie van Infrastructuur en Waterstaat maakte half juni wel bekend dat voortaan een stabiele afschietbuis of lanceerstandaard verplicht zou worden voor het afsteken van vuurpijlen. Verkopers mogen voortaan alleen nog vuurpijlen verkopen met een standaard erbij, hetgeen de consument 2 tot 4 euro per standaard zou kosten. Op 20 juni 2018 nam een meerderheid van de Tweede Kamer een besluit aan waarbij lokale overheden voortaan in de gehele gemeente een vuurwerkverbod konden invoeren. Sommigen beschouwden het mogelijk maken van een gemeentelijke ban als een manier om een landelijk verbod te voorkomen, terwijl anderen meenden dat lokaal succes alsnog nationaal gevolg kan hebben.
Op 22 november 2018 meldde de Inspectie Leefomgeving en Transport (ILT) dat alle vijf modellen van lanceerstandaarden voor vuurpijlen die de vuurwerkbranche had ingekocht de veiligheidstests niet hadden doorstaan. Ze vielen om door wind of onverharde grond of het materiaal raakte snel ernstig beschadigd tijdens installatie of gebruik. De ILT en staatssecretaris Stientje van Veldhoven (milieu) drongen er bij de vuurwerkbranche op aan om haast te maken met de levering van veilige lanceerapparaten, anders zou het voor consumenten praktisch onmogelijk worden om legaal vuurpijlen af te steken tijdens de jaarwisseling 2018/19.
In juli 2019 kondigde het kabinet aan dat vanaf jaarwisseling 2020/21 vuurwerk uit categorie F3 (bijvoorbeeld Chinese rollen en ratelbanden) verboden zou worden voor consumenten. Dit was een compromis dat werd bereikt na lang onderhandelen tussen de coalitiepartijen, waarbij CU streefde naar strengere regels, CDA en VVD naar handhaving van de status quo en D66 een middenpositie innam. Het akkoord werd negatief onthaald door zowel voorstanders van strengere veiligheidsmaatregelen, die het niet ver genoeg ging, als door Belangenvereniging Pyrotechniek Nederland, die zei dat het verbod op F3 minder dan 0,5% van alle vuurwerkproducten betrof en daarom nauwelijks iets zou veranderen.
Vuurwerkincidenten tijdens de jaarwisseling van 2019/20 hadden volgens onderzoek van DVJ Insights in opdracht van RTL Nieuws een groot effect op de publieke opinie: 20% van de ondervraagden was na oud en nieuw van mening veranderd van tegen (5%) of neutraal (15%) naar vóór een verbod op consumentenvuurwerk. Ondervraagden noemden als motieven vaak geweld tegen hulpverleners en de door vuurwerk veroorzaakte dodelijke flatbrand in Arnhem, waarbij een 4-jarig jongetje en zijn 39-jarige vader stierven terwijl de dochter en moeder van het gezin zwaargewond raakten. Een vlak voor oud en nieuw gelanceerde petitie voor een consumentenvuurwerkverbod bereikte samen met het reeds bestaande Vuurwerkmanifest in enkele dagen meer dan een kwart miljoen handtekeningen. Ondertussen maakten GroenLinks en de Partij voor de Dieren op 1 januari 2020 bekend dat ze een wetsvoorstel voorbereidden om al het consumentenvuurwerk (met uitzondering van 'klein kindervuurwerk') te gaan verbieden. In oktober 2019 werd een vergelijkbaar voorstel van GroenLinks en de PvdD alleen door de SGP en 50PLUS gesteund, maar volgens navraag van de Volkskrant zou het nieuwe wetsvoorstel – als siervuurwerk (uit potten) legaal zou blijven – in de Tweede Kamer meer kans van slagen hebben, aangezien D66, de SP en de PvdA het deze keer waarschijnlijk zouden goedkeuren. VVD, CDA, PVV en FVD waren nog steeds tegen een algeheel verbod; al was er intern veel discussie en enige bereidheid tot concessies (bijvoorbeeld een verbod op bepaalde typen vuurwerk), was volgens regeringspartijen CDA en VVD strengere handhaving en repressie de beste strategie om de vuurwerkpret voor de 'brave en getrouwe burger' niet te bederven en zou een eventueel algeheel verbod sowieso onwerkbaar zijn zonder strengere handhaving. Uit een navraag van de NOS bleek er tegen 6 januari een nipte Kamermeerderheid van 76 zetels te zijn (nu inclusief DENK en van Kooten-Arissen) voor een gedeeltelijk vuurwerkverbod; hoewel naast oppositiepartijen PVV, FVD en van Haga ook coalitiepartijen CDA en VVD nog tegen waren, bleek ook dat 23 van 25 ondervraagde burgemeesters van CDA- of VVD-huize uit grotere gemeenten gewonnen waren voor een geheel of gedeeltelijk verbod, nadat dagen eerder al de burgemeesters van onder meer Nijmegen (CDA), Utrecht en Den Haag (beide VVD) hiervoor hadden gepleit en hun partij opriepen om het officiële standpunt te wijzigen.
In de ministerraad van 10 januari 2020 heeft het kabinet besloten tot verdere landelijke regulering.

#### Definitief verbod knalvuurwerk en vuurpijlen
Op 31 januari 2020 maakte de regering bekend dat voortaan het afsteken van particulier knalvuurwerk en vuurpijlen verboden was. Dit was het resultaat van een snel verschoven publieke opinie nadat er opnieuw talloze vuurwerkincidenten waren gebeurd met met name illegaal vuurwerk tijdens de jaarwisseling. Eerst riepen oppositiepartijen GL, PvdD, SGP, PvdA en SP en coalitiepartijen D66 en CU begin januari op tot het uitbannen van gevaarlijk vuurwerk, daarna begonnen coalitiepartijen VVD en CDA, die tot dan toe pal voor de vuurwerktraditie hadden gestaan, ook te verschuiven en traden in coalitieoverleg. Het verbod op knalvuurwerk en vuurpijlen was in lijn met het OVV-advies van december 2017.

#### Wetsvoorstel Veilige Jaarwisseling
Op 1 april 2025 stemde de Tweede Kamer in met een voorstel voor een verbod op Categorie F2 vuurwerk voor consumenten. (Categorie F4 was al voorbehouden aan professionals; Categorie F3 sinds januari 2020 ook). Het zou nog wel mogelijk blijven voor verenigingen en organisaties om een professionele vuurwerkshow te organiseren en Categorie F1 vuurwerk bleef voor consumenten toegestaan. Op 4 april 2025 werd bekend dat de uitwerking van het wetsvoorstel voor een consumentenverbod op Categorie F2 in geheel Nederland van de Tweede Kamer nog zeker anderhalf jaar zal duren. Er was meer tijd nodig om alles goed te regelen voor het verbod kon ingaan.
Op 1 juli 2025 heeft de meerderheid in de Eerste Kamer, bestaande uit de fracties van GroenLinks-PvdA, SGP, D66, Volt, CDA, SP, PvdD, VVD, ChristenUnie, OPNL en 50PLUS (51 zetels), het wetsvoorstel Veilige Jaarwisseling goedgekeurd. De fracties van PVV, FVD, JA21, BBB en Fractie-Kemperman (24 zetels) stemden tegen. Het wetsvoorstel houdt een verbod in op het gebruik van vuurwerk van de categorieën F2, F3 en F4 door consumenten; deze categorieën worden voortaan voorbehouden aan vuurwerkprofessionals. Categorie F1 vuurwerk blijft nog steeds beschikbaar voor consumenten. Het verbod gaat naar verwachting in 2026 in. Volgens een peiling van RTL Nieuws was 74% van de Nederlanders blij met het verbod.

### Plaatselijk: vuurwerkvrije zones/gemeenten en professionele vuurwerkshows
Na de grote Vuurwerkramp in Enschede op 13 mei 2000 verzamelde het Actiecomité Anti Vuurwerk 2000-2001 40.000 handtekeningen (destijds een kwart van alle inwoners van Enschede) om bij oud en nieuw dat jaar een plaatselijk vuurwerkverbod af te dwingen. Omdat dit in strijd met de wet bleek, riep het Actiecomité de bevolking op om uit respect voor de slachtoffers zich vrijwillig van afsteken te onthouden.

#### Opkomst vuurwerkvrije zones (ca. 2005–2013)
| 2013 | ~20    | ~4,9%  |
| 2014 | 23–35  | ~7.2%  |
| 2015 | 54–69  | ~15,6% |
| 2016 | ~60–76 | ~17,4% |
| 2017 | 78     | 20,1%  |
| 2018 | 91     | ~26%   |
| 2019 | 113    | ~32%   |

Volgens de model Algemene Plaatselijke Verordening (APV) Artikel 2:73 "Bezigen van consumentenvuurwerk tijdens de jaarwisseling" kan het college van burgemeester en wethouders van een gemeente vuurwerkvrije zones aanwijzen om 'gevaar, schade of overlast' te voorkomen. Een gemeente kan meerdere aparte vuurwerkvrije zones aanleggen binnen haar grenzen (zo stelde Amsterdam in 2014/2015 38 verschillende zones in en Rotterdam 31). Anno 2013 stelde de Vereniging van Nederlandse Gemeenten dat een vuurwerkvrije zone is toegestaan, zolang deze maar niet het gehele grondgebied van een gemeente omvat. Een van de eerste gemeenten die hiervan gebruikmaakte was Beuningen: op 12 juli 2005 bepaalde het college van B en W "dat het verboden is (...) vuurwerk te bezigen binnen een straal van 100 meter van bejaardentehuizen, verzorgingstehuizen, verpleegtehuizen, dierenasiels en -pensions, gebouwen met rieten daken, brandstofverkoop- en brandstofopslagpunten."
Een andere vroege gemeente was Arnhem tijdens de jaarwisseling 2008/2009, toen voor het eerst werd verboden om vuurwerk af te steken rondom scholen. In de zes jaar voordat het verbod werd ingevoerd, was de materiële schade aan Arnhemse schoolgebouwen na oud en nieuw in totaal een half miljoen euro, bijna 100.000 euro per jaar; na jaarwisseling 2008/2009 was dankzij het vuurwerkverbod en extra toezicht door opsporingsambtenaren en andere gemeentemedewerkers rondom scholen de schade al beperkt tot 10.000 euro. Pijnacker-Nootdorp begon met vuurwerkvrije zones in 2009; het college besloot "dat het verboden is vuurwerk te bezigen binnen een straal van 100 meter rond verzorgings- en verpleeghuizen en kerken." De gemeente Maassluis nam op 31 juli 2010 een APV aan die bepaalde dat "het verboden is vuurwerk te bezigen in een straal van 100 meter rond schoolpleinen van basis- en middelbare scholen" en twee verpleeg- en zorgcentra; op 31 augustus 2014 werd dit besluit uitgebreid door de toevoeging van een extra zorgcentrum. Naar het voorbeeld van Arnhem hebben andere gemeenten tegen december 2011 eveneens een verbod uitgevaardigd op het afsteken van vuurwerk op schoolpleinen. De gemeente Schiedam overwoog in januari 2011 een gemeentelijk vuurwerkverbod in te stellen vanwege de grote schadepost die vandalisme met vuurwerk veroorzaakte; consumenten zouden hooguit op één centrale plaats vuurwerk mogen afsteken.

#### Uitbreiding vuurwerkvrije zones (2013–2018)

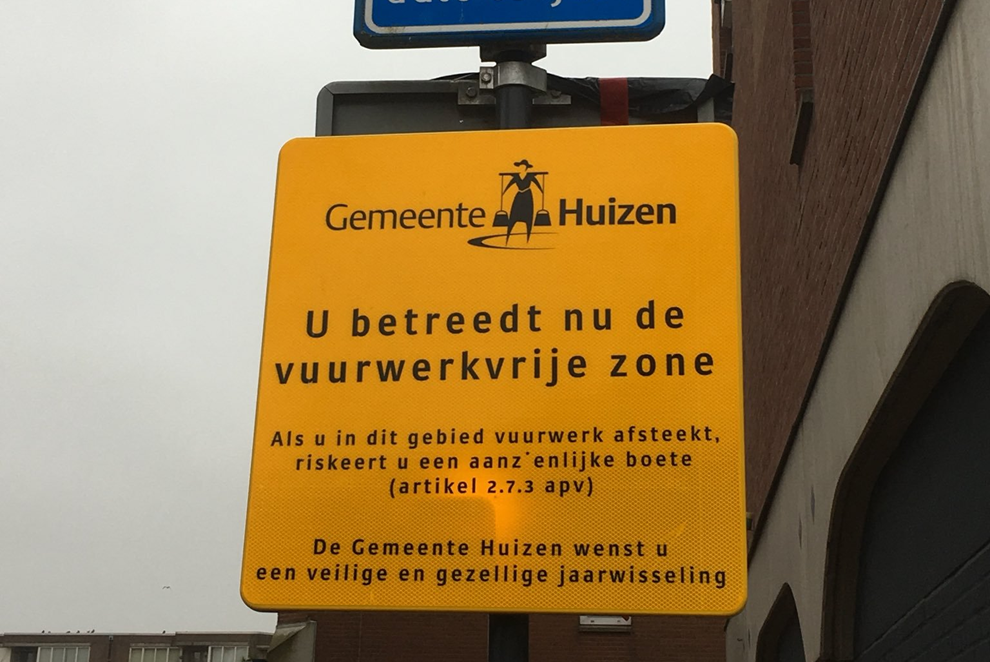
Bord voor vuurwerkvrije zone in de gemeente Huizen.

Voor de jaarwisseling van 2013–2014 richtten ongeveer 20 gemeenten met noodverordeningen vuurwerkvrije zones in, aanvankelijk ook vaak 'knalvrije zones' genoemd. Dit betrof onder andere Vlaardingen, Nieuwegein, Reeuwijk en Capelle aan den IJssel. Knalvrije zones werden onder meer ingericht in en rondom winkelcentra, winkelstraten, parkeergarages, scholen, kinderdagverblijven, kinderboerderijen, ziekenhuizen, verzorgingshuizen, tankstations en gebouwen met rieten daken. De Hilversumse burgemeester Pieter Broertjes (oud-hoofdredacteur van de Volkskrant 1995–2010) nam na jaarwisseling 2013/2014 een leidende rol in het instellen van lokale verboden, onder meer door in bijna het gehele stadscentrum een vuurwerkvrije zone in te stellen, te streven naar een geheel vuurwerkvrije gemeente en in juli 2014 gastheer te zijn voor het 'landelijk overleg vuurwerk'.
Midden december 2014 meldde Nu.nl dat er 23 gemeenten waren met vuurwerkvrije zones, terwijl zes gemeenten het nog overwogen. Dit aantal groeide in 2015 tot 54 gemeenten (volgens Trouw) of 69 (volgens Algemeen Dagblad) en in 2016 tot 'ongeveer 60' (volgens NRC Handelsblad) of 76 (volgens Algemeen Dagblad), maar er waren ook enkele gemeenten die hun eerder ingestelde vuurwerkvrije zones weer afschaften wegens handhavingsproblemen of omdat het 'ongezellig' werd bevonden. Het Verbond van Verzekeraars becijferde dat er in 2014/15 13 miljoen euro aan was aangericht aan particuliere huizen, inboedels en auto's (schade aan scholen, bedrijven en overheidsgebouwen en medische kosten niet meegeteld) en in 2015/16 11 miljoen euro. Deze afname werd ten dele toegeschreven aan de instelling van meer vuurwerkzones en het Verbond pleitte dan ook voor verdere uitbreiding ervan.

#### Uitspraak Raad van State inzake Hilversum (2014–2016)

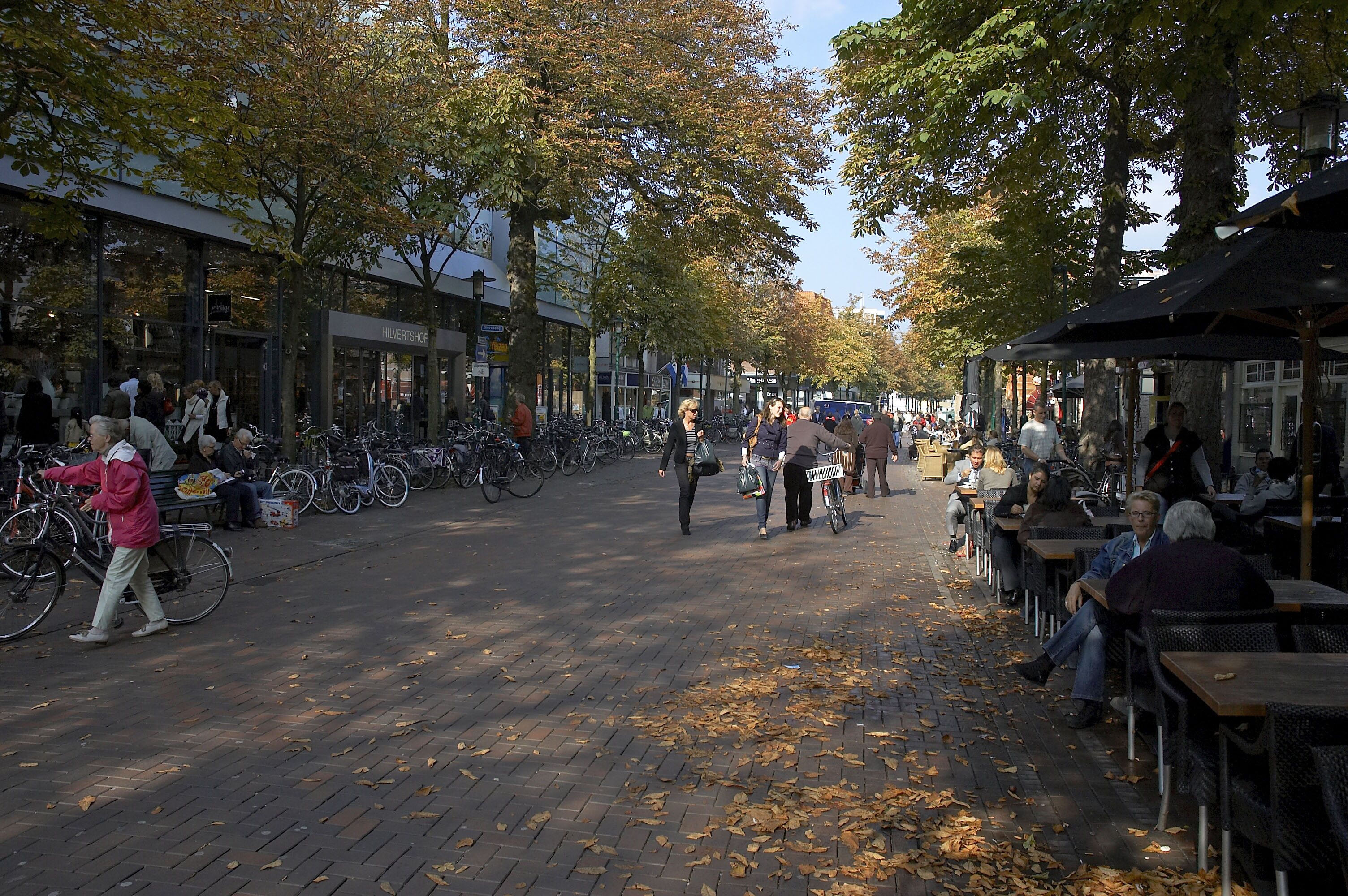
De Groest (2008) in Hilversums uitgaansgebied, dat in zijn geheel vuurwerkvrij verklaard mocht worden

De gemeente Hilversum wilde een consumentenverbod vastleggen in een deel van het centrum (waaronder het uitgaansgebied) door een besluit van het college van burgemeester en wethouders, maar een groep vuurwerkverkopers spande daarop in november 2014 een rechtszaak aan tegen de gemeente om hun financiële belangen te beschermen; de rechter gaf de vuurwerkverkopers medio december 2014 gelijk. De gemeente ging daarop in beroep bij de Raad van State, die het verbod in december 2015 alsnog goedkeurde en in december 2016 bevestigde. Dit schiep een precedent voor heel Nederland: in alle gemeenten was het college van B&W voortaan bevoegd om vuurwerkvrije zones in te richten tegen de bezwaren van vuurwerkhandelaren en andere tegenstanders in.
Volgens eigen onderzoek van het Algemeen Dagblad bij 300 gemeenten waren er voor oud en nieuw 2017/18 in 78 gemeenten vuurwerkvrije zones ingesteld (20,1% van alle Nederlandse gemeenten), drie meer dan het jaar ervoor. Vijf gemeenten met vuurwerkvrije zones (Amsterdam, Rotterdam, Den Haag, Hilversum en Westvoorne) en twee zonder (Apeldoorn en Ten Boer) hebben professionele vuurwerkshows georganiseerd. De gemeente Amsterdam zal volgens raadsbesluit in december 2017 vanaf de jaarwisseling 2018/19 middels zones circa 90% vuurwerkvrij worden gemaakt. Op 15 maart 2018 bleek tijdens een verkiezingsdebat voor de Nijmeegse gemeenteraadsverkiezingen dat alle partijen behalve de SP voorstander waren van het invoeren van vuurwerkvrije zones en een centrale vuurwerkshow.

#### Eerste vuurwerkvrije gemeenten (2018–2019)
Op 20 juni 2018 nam een meerderheid van de Tweede Kamer een besluit aan waarbij lokale overheden voortaan in de gehele gemeente een vuurwerkverbod konden invoeren. Volgens hoogleraar staats- en bestuursrecht Jon Schilder (UvA) hadden de gemeenten dit recht echter al door de uitspraak van de Raad van State uit 2015 inzake Hilversum, al had nog geen enkele gemeente daarvan gebruikgemaakt. De Vereniging van Nederlandse Gemeenten (VNG) was kritisch over het besluit, vrezend voor 'vuurwerktoerisme' (ook wel het 'waterbedeffect' genoemd, waarbij de overlast niet zal afnemen maar zich slechts zal verplaatsen); een eventueel vuurwerkverbod zou wat betreft de VNG landelijk moeten worden geregeld. Sommigen beschouwden het mogelijk maken van een gemeentelijke ban als een manier om een landelijk verbod te voorkomen, terwijl anderen meenden dat lokaal succes alsnog nationaal gevolg kan hebben. Half november kondigden de Ministeries van Veiligheid en Justitie en van Infrastructuur en Waterstaat aan om in 2019 nieuwe regelgeving te introduceren zodat gemeenten vanaf de jaarwisseling 2019/20 definitief consumentenvuurwerk op hun gehele grondgebied in de ban kunnen doen.
Eind juni werd in Leiden als eerste Nederlandse stad een motie tot een gemeentelijk verbod van de lokale PvdD-fractie met ruime meerderheid aangenomen. Er was onduidelijkheid over hoe dat gehandhaafd diende te worden, want de verkoop was nog steeds legaal binnen de gemeentegrenzen en het risico op stiekem afsteken werd hoog geacht. Besloten werd in een periode van vier jaar steeds meer vuurwerkvrije zones in te richten alvorens de gehele gemeente vuurwerkvrij te maken. Half juli overwogen ondertussen de nabijgelegen Zuid-Hollandse gemeenten Nieuwkoop en Gouda (enkele woonwijken) en Zoetermeer (vier natuurgebieden) om voor het eerst vuurwerkvrije zones in te stellen, waarbij burgers de democratische besluitvorming op gang brachten. In andere gemeenten vroegen raadsleden aan de bevolking waar zij behoefte aan hadden, zoals in Woerden (voor het eerst vuurwerkvrije zones?) en Ede (een geheel consumentenvuurwerkvrije gemeente?). Uit een rondvraag in juli van het Eindhovens Dagblad onder de 22 gemeenten van Zuidoost-Brabant bleek dat alleen Geldrop-Mierlo een gemeenteverbod overwoog; 15 andere gemeenten hadden bezwaren tegen lokale verboden (hoewel vuurwerkvrije zones wel werden gebruikt of overwogen) en de rest reageerde niet.
In augustus 2018 stelde burgemeester Ahmed Aboutaleb van Rotterdam een onderzoek in of een geheel verbod in zijn gemeente ook haalbaar was. Buurgemeenten Schiedam, Vlaardingen en Maassluis en het nabijgelegen Goeree-Overflakkee reageerden positief en overwogen Rotterdams voorbeeld te volgen, al zal een gemeenteverbod waarschijnlijk nog niet worden ingevoerd in 2018. De vijf ertussen gesitueerde gemeenten Binnenmaas, Cromstrijen, Korendijk, Oud-Beijerland en Strijen, die vanaf 1 januari 2019 werden samengevoegd tot de nieuwe gemeente Hoeksche Waard, volgen het voorbeeld van Rotterdam echter niet en zullen geen gemeenteverbod op het afsteken van consumentenvuurwerk instellen. Nadat de gemeenteraad van Veenendaal op grond van een negatief onderzoek van juli–november 2017 besloot geen vuurwerkvrije zones in te stellen voor 2017/2018, gaf een kleine raadsmeerderheid in februari 2018 opdracht tot een nieuw onderzoek, hetgeen eind augustus 2018 alsnog leidde tot de invoering van twee vuurwerkvrije zones bij de eerstvolgende jaarwisseling.
De gemeente Utrecht besloot in september 2018 om geen centrale vuurwerkshow te organiseren, omdat dit geen substantiële vermindering van vuurwerkoverlast zou opleveren, maar wel extra kosten en werkdruk voor de politie; in plaats daarvan werd gekeken naar onder andere uitbreiding van het aantal vuurwerkvrije zones en extra cameratoezicht, eventueel vanuit onbemande vliegtuigjes. Eind oktober maakte burgemeester Jan van Zanen bekend dat het aantal vuurwerkvrije zones flink werd uitgebreid naar 31. Op 4 oktober 2018 maakte Rotterdam bekend vanaf jaarwisseling 2019/20 35 vuurwerkzones in te voeren waar nog wel vuurwerk mag worden afgestoken in plaats van vuurwerkvrije zones waar dat niet meer mag. Op 6 oktober lanceerden Tubantia en andere kranten van De Persgroep een grote enquête over lokale vuurwerkverboden die massaal werden ingevuld; er waren 157.573 deelnemers in totaal, de uitslag volgde in november (zie Opiniepeilingen). Begin november kondigde Amsterdam aan vanaf 2019/20 het voorbeeld van Rotterdam te gaan volgen met vuurwerkzones in plaats van vuurwerkvrije zones; voor 2018/19 werden ook rondom ziekenhuizen knalvrije gebieden ingesteld. Later in november besloot Nijmegen voor het eerst twee vuurwerkvrije zones in te stellen; de maatregel gold als experiment voor het aanwijzen van meer gebieden in de toekomst. Ook Delft, Geertruidenberg en Utrechtse Heuvelrug deden voor het eerst mee. Vrijwillige vuurwerkvrije zones, gehandhaafd door burgers zelf, werden aangekondigd in onder meer Tilburg, Almere, Delft, Borne, Zoetermeer, Oegstgeest, Weert en het hele dorp Leur in de gemeente Wijchen.
Op 6 december stelden de lokale fracties van SP en GL voor om Zeist vanaf 2019/20 consumentenvuurwerkvrij te verklaren en in plaats daarvan drie professionele shows te organiseren; een besluit zou in januari worden genomen. Dezelfde dag deden de Nijmeegse GL en PvdD een voorstel om het afsteken te beperken tot één vuurwerkzone per wijk. Na een succesvolle proef in 2017/18 besloot de gemeente Westland het aantal vuurwerkvrije zones begin december 2018 uit te breiden. Verder vroegen de Nederlandse Spoorwegen (NS) en ProRail aan gemeenten om vanaf 2019/20 vuurwerkvrije zones in te stellen langs het spoor en in de buurt van stations vanwege de grote overlast die treinpersoneel en -reizigers ondervonden van vuurwerk.
Op 1 januari 2019 stelde Trouw dat de proef met vrijwilliger vuurwerkvrije zones in Amsterdam was mislukt omdat deze regelmatig werden geschonden, de politie niet handhaafde en burgers dit niet konden. In de Nijmeegse wijk Neerbosch-Oost slaagde het ook niet, in dorp Leur wel.

#### Definitief vuurwerkvrije gemeenten (2020–heden)
In april 2020 ging de gemeenteraad van Rotterdam akkoord met een volledig consumentenverbod met onmiddellijke ingang; daarmee werd het de eerste Nederlandse gemeente die een aangekondigd totaalverbod ook heeft ingevoerd. In februari wilde Amsterdam ook een algeheel verbod, hetgeen in de zomer door driekwart van ruim 1500 geënquêteerde Amsterdammers werd bevestigd, maar in september besloot de gemeenteraad de vuurwerkban tot jaarwisseling 2021/22 uit te stellen door handhavingsproblemen in verband met de coronacrisis. Arnhem en Soest volgden Rotterdams voorbeeld, Apeldoorn en Schiedam stelden net als Amsterdam hun geplande verboden nog een jaar uit. In de Drechtsteden besloot men begin oktober om de gezamenlijke vuurwerkshow af te gelasten vanwege corona. Op 30 oktober 2020 bleek uit een rondgang van de NOS dat 6 gemeenten van plan waren om tijdens de jaarwisseling 2020/21 een totaalverbod op vuurwerk te hanteren: Gennep, Heumen, Nijmegen, Mook en Middelaar, Rotterdam en Soest. Gemeenten die een eerder voorgenomen totaalverbod hebben uitgesteld tot de volgende jaarwisseling waren Amsterdam, Apeldoorn, Arnhem, Bergen op Zoom, Groningen, Hof van Twente, Krimpenerwaard, Purmerend en Schiedam.
Op 8 oktober 2021 kondigde de gemeente van Amsterdam een definitief verbod op consumentenvuurwerk aan voor de eindejaarswisseling 2021. Ter conpensatie werden er professionele vuurwerkshows gepland.
|                                              |                                              |                              |                              |                              |                                         |                              |
| Vuurwerkvrije zones 2013–14 (reconstructie). | Vuurwerkvrije zones 2014–15 (reconstructie). | Vuurwerkvrije zones 2015–16. | Vuurwerkvrije zones 2016–17. | Vuurwerkvrije zones 2017–18. | Vuurwerkvrije zones 2018–19 (prognose). | Vuurwerkvrije zones 2019–20. |

### Voor- en tegenstanders
Vóór een consumentenvuurwerkverbod
- Vuurwerkmanifest[86]
  - Aangesloten politieke partijen: 50PLUS, GroenLinks, PvdD, SGP[86]
  - Aangesloten organisaties: ruim 1400 organisaties (april 2018),[90] waaronder vooral (oog)artsen-, patiënten-, dierenwelzijns-, milieu-, ouderen- en kinderorganisaties zoals het Nederlands Oogheelkundig Gezelschap,[89] Hoornvlies Patiënten Vereniging, Het Oogziekenhuis Rotterdam, Oogfonds, Koninklijke Visio, Bartiméus (blinden en slechtzienden), KNGF Geleidehonden, Landelijke Huisartsen Vereniging, Koninklijke Nederlandsche Maatschappij tot bevordering der Geneeskunst, Verpleegkundigen & Verzorgenden Nederland, Achmea, GGD GHOR,[86] Nederlandse Vereniging van Spoedeisende Hulp Artsen (NVSHA)[193]
  - Aangesloten particulieren (burgers): meer dan 64.000 (april 2018)[90]
- Overige organisaties: JOVD,[96][97] Stichting Maatschappij en Veiligheid,[194] Veiligheidsregio Twente[195]

Alleen een consumentenverbod op knalvuurwerk en vuurpijlen
- Een verbod op werpbaar knalvuurwerk (zoals rotjes) en vuurpijlen: Nationale Politie,[196] Nederlandse Politiebond,[197] Onderzoeksraad voor Veiligheid,[98] ChristenUnie,[198] Nederlands Genootschap van Burgemeesters (alleen knalvuurwerkverbod)[199]

Tegen een consumentenvuurwerkverbod
- Organisaties: Behoud Consumentenvuurwerk Nederland (BCN),[95] Vuurwerk Moet Blijven,[92] Belangenvereniging Pyrotechniek Nederland,[100] Anti Vuurwerkverbod,[200]De Vuurwerkfederatie[80]
- Politieke partijen: PvdA,[48] VVD,[48] SP,[98] CDA,[201] D66[201]
- Tegen consumentenvuurwerkvrije gemeenten vanwege handhavingsproblemen; een eventueel consumentenverbod moet landelijk worden ingevoerd: Vereniging van Nederlandse Gemeenten (VNG)[104]

### Opiniepeilingen
Let op: opiniepeilingen worden door verschillende onderzoeksbureaus met verschillende groepen ondervraagden gedaan en de vraagstelling, het aantal opties en of men meerdere opties mag kiezen varieert van onderzoek tot onderzoek. Veel opiniepeilingen zijn niet één op één met elkaar te vergelijken, maar dienen apart te worden beschouwd. Met kleuren is gepoogd om een relatieve indicatie te geven van in welke mate men voorstander (groen) of tegenstander (rood) is van vuurwerk in het algemeen.
| Uitgevoerd door | Datum    | Consumentenvuurwerk op centrale plaatsen | Alleen professionele shows (door de gemeente) | Geen van beide | Weet niet / geen mening | Opmerkingen                                                                                 |
| --------------- | -------- | ---------------------------------------- | --------------------------------------------- | -------------- | ----------------------- | ------------------------------------------------------------------------------------------- |
| TNS Nipo        | 12-07-12 | 23%                                      | 48%                                           | 26%            | 3%                      | 40% was tegen afsteken op centrale plaatsen, zowel door particulieren als door de overheid. |

| Uitgevoerd door | Datum    | Vóór consumentenvuurwerk                | Alleen professionele shows (door de gemeente) | Helemaal geen vuurwerk | Weet niet / geen mening | Opmerkingen |
| --------------- | -------- | --------------------------------------- | --------------------------------------------- | ---------------------- | ----------------------- | --- |
| EenVandaag      | 28-12-13 | 33%                                     | 50%                                           | 14%                    | 3%                      | 64% was tegen consumentenvuurwerk. |
| EenVandaag      | 28-12-15 | 23%                                     | 61%                                           | 14%                    | –                       | |
| EenVandaag      | 7-12-17  | Onbeperkt: 35% Vuurwerkvrije zones: 22% | 28%                                           | 13%                    | 2%                      | 68% was voor een verbod op knalvuurwerk en vuurpijlen. 68% (tegen 26%) was voor vuurwerkvrije zones toen deze vraag apart werd gesteld. 51% (tegen 43%) vond het een goed plan om consumentenvuurwerk te verbieden in ruil voor een gemeentelijke show toen deze vraag apart werd gesteld. |
| EenVandaag      | 9-12-19  | 41%                                     | -                                             | 53%                    | -                       | |
| EenVandaag      | 24-11-21 | 38%                                     | -                                             | 62%                    | -                       | |

| Uitgevoerd door | Datum    | Vuurwerkvrije zones | Geen consumentenvuurwerk in ruil voor professionele shows (door de gemeente) | Geen consumentenvuurwerk (ongeacht professionele shows (door de gemeente)) | Opmerkingen |
| --------------- | -------- | ------------------- | ---------------------------------------------------------------------------- | -------------------------------------------------------------------------- | --- |
| I&O Research    | 12-12-15 | 78%                 | 54%                                                                          | 49%                                                                        | Vragen werden apart gesteld, men kon alleen vóór of tegen kiezen.                                                        |
| I&O Research    | 10-12-16 | 70%                 | 48%                                                                          | 42%                                                                        | Vragen werden apart gesteld, men kon alleen vóór of tegen kiezen.                                                        |
| I&O Research    | 07-12-17 | 71%                 | 53%                                                                          | 47%                                                                        | Vragen werden apart gesteld, men kon alleen vóór of tegen kiezen.                                                        |
| I&O Research    | 06-12-18 | 74%                 | 55%                                                                          | 48%                                                                        | Vragen werden apart gesteld, men kon alleen vóór of tegen kiezen.                                                        |
| I&O Research    | 05-12-19 | 70%                 | 55%                                                                          | 50%                                                                        | Vragen werden apart gesteld, men kon alleen vóór of tegen kiezen.                                                        |
| I&O Research    | 18-01-20 | –                   | 69%                                                                          | 65%                                                                        | Vragen werden apart gesteld, men kon alleen vóór of tegen kiezen. Deze keer werd niet naar vuurwerkvrije zones gevraagd. |

| Bent u voor...                                                               | VVD | PvdA | PVV | SP  | CDA | D66 | CU  | GL  | SGP | PvdD | 50PLUS | FVD | Totaal |
| Vuurwerkvrije zones                                                          | 64% | 76%  | 55% | 74% | 72% | 75% | 80% | 82% | 83% | 88%  | 75%    | 64% | 71%    |
| Geen consumentenvuurwerk in ruil voor professionele shows (door de gemeente) | 43% | 58%  | 41% | 59% | 50% | 55% | 69% | 71% | 53% | 73%  | 62%    | 49% | 53%    |
| Geen consumentenvuurwerk (ongeacht professionele shows (door de gemeente))   | 38% | 54%  | 36% | 55% | 42% | 49% | 60% | 62% | 53% | 72%  | 54%    | 44% | 47%    |

Tussen november 2019 en januari 2020 vond er een grote omslag in de publieke opinie plaats: eerst was de helft van de Nederlanders voorstander van een verbod op consumentenvuurwerk (45% tegen, 5% wist het niet), na de jaarwisseling was dat 65%. Voor alle politieke partijen was in januari 2020 een meerderheid van de stemmers voorstander van een verbod behalve bij FVD, waar tegenstanders nipt 51% hadden; in november 2019 waren bij VVD, CDA en 50PLUS voorstanders nog in de minderheid, maar na oud en nieuw wilde meer dan de helft een verbod.
| Consumentenvuurwerkverbod?     | VVD       | PvdA      | PVV       | SP        | CDA       | D66       | CU        | GL        | SGP       | PvdD      | 50PLUS    | FVD       | Totaal    |
| Vóór consumentenvuurwerkverbod | 45% · 62% | 57% · 72% | 54% · 53% | 55% · 76% | 41% · 55% | 59% · 78% | 60% · 71% | 73% · 86% | 61% · 78% | 76% · 90% | 47% · 75% | 35% · 49% | 50% · 65% |

| Uitgevoerd door | Datum    | Verbod op siervuurwerk | Verbod op werpbaar knalvuurwerk (bijv. rotjes) | Verbod op vuurpijlen | Algeheel (consumenten)vuurwerkverbod |
| --------------- | -------- | ---------------------- | ---------------------------------------------- | -------------------- | ------------------------------------ |
| EenVandaag      | 28-03-18 | 37%                    | 71%                                            | 53%                  | 42%                                  |

In november 2018 hielden Algemeen Dagblad en een aantal regionale kranten van De Persgroep een vuurwerkenquête onder hun lezers, van wie er 157.573 deelnamen. Volgens De Persgroep waren de resultaten "niet representatief voor de Nederlandse bevolking; er is niet gestuurd op de verdeling man/vrouw, leeftijd of woonplaats." Ze toonden alleen de meningen van het deel van de lezers van die kranten dat besloot om deel te nemen aan de enquête. Landelijk was 54% van de deelnemers tegen een vuurwerkverbod en 43% voorstander.
| Uitgevoerd door | Datum     | Vóór consumentenvuurwerkverbod | Tegen consumentenvuurwerkverbod | Neutraal | Geen mening | Opmerkingen |
| --------------- | --------- | ------------------------------ | ------------------------------- | -------- | ----------- | --- |
| DVJ Insights    | 'in 2019' | 40%                            | 27%                             | 31%      | ?           | |
| DVJ Insights    | 03-01-20  | 61%                            | 21%                             | 18%      | 1%          | 20% is na de jaarwisseling 2019/20 van mening veranderd van tegen (5%) of neutraal (15%) naar vóór een verbod. |

| Uitgevoerd door | Datum    | Zelf vuurwerk afsteken in je eigen straat | Speciale vuurwerkzones | Centrale vuurwerkshow per gemeente | Helemaal geen vuurwerk | Anders, namelijk: |
| --------------- | -------- | ----------------------------------------- | ---------------------- | ---------------------------------- | ---------------------- | ----------------- |
| DVJ Insights    | 03-01-20 | 18%                                       | 17%                    | 48%                                | 14%                    | 3%                |

| Uitgevoerd door | Datum    | Vóór volledig vuurwerkverbod | Tegen volledig vuurwerkverbod | Weet niet / Geen mening |
| --------------- | -------- | ---------------------------- | ----------------------------- | ----------------------- |
| Citisens        | 2018     | 25%                          | ?                             | ?                       |
| Citisens        | 12-2019  | 58%                          | 35%                           | 6%                      |
| Citisens        | 04-01-20 | 69%                          | 27%                           | 4%                      |